# Нордијски змај
Нордијски митологија има неколико референци на змајеве (стнорд. dreki).
Реч dreki позајмљена је реч из грчког и латинског облика змаја и користи се у старонордијском на различите начине: То је heiti (синоним) за велику земаљску змију-чудовиште која се у германској традицији појављује као ormr или linnormr (lindworm). Али такође се односи на новијег романичког змаја са крилима, који често бљује ватру и има четири ноге.   Израз dreki примењиван је и на велике викиншке бродове, где је прамац, исклесан у облику змаја, имао за циљ да заштити и пренесе жестину морнарима. 
- Níðhöggr је идентификован као змај у Völuspá. То је једини крилати змај у Pоетској еди, а по мишљењу Пола Акера „вероватно касни, можда чак и хришћански, додатак иначе паганској космологији“ песме.[1]

- Jörmungandr, такође позната као Мидгардска змија, описана је као џиновска, отровна звер.[4][5]

- Fáfnir, клизећи ormr у Поетској еди, претворен је у змаја са удовима као део Völsung циклуса. [1]

- Gesta Danorum садржи опис змаја којег је убио Frotho I.[2]